# Kobelwagen

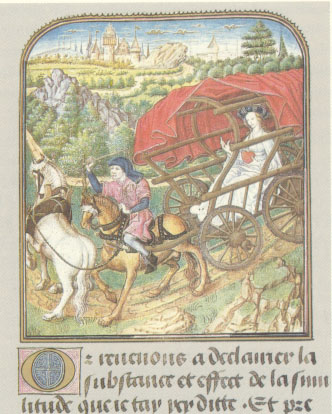
Kobelwagen um 1455, Buchmalerei von Jean Le Tavernier

Ein Kobel oder Koben (mittelhochdt.: Verschlag, Stall) ist einer der ältesten mittelalterlichen Reisewagen, der bis ins 16. Jahrhundert hinein benutzt wurde und fast ausschließlich den Damen vorbehalten war. Typenmäßig ist der Kobelwagen verwandt mit dem Coche.
Der längliche Kasten besaß halbhohe Seitenwände und ein halbrundes einfaches Tuchverdeck, vergleichbar mit dem späteren Planwagen. Vier Ketten oder auch Seile, die an starren Holzkipfen befestigt waren, dienten als Aufhängung. Das Fahrwerk bestand aus vier hohen, gleich großen Rädern, hatte einen Langbaum und eine einfache Reibschemellenkung. Auf Grund der fehlenden Unterschneidung des Kastens war der Wendekreis dieses Wagens sehr beschränkt.
Im 16. Jahrhundert wurde dieser Planwagentypus von einem Oberwagen abgelöst, der sich hauptsächlich durch gerade Pfosten oder Säulen und ein gewölbtes Baldachindach vom Kobel unterschied.